# دیزج ملک (ورزقان)
دیزج ملک یکی از روستاهای استان آذربایجان شرقی است که در دهستان ازومدل جنوبی بخش مرکزی شهرستان ورزقان، در ۸۵ کیلومتری شمال تبریز و ۵ کیلومتری غرب ورزقان واقع شده‌است. جمعیت روستا طبق آخرین آمار سال ۱۳۸۵ حدود ۴۸۱۱ نفر بوده‌است.